# Renault Espace V
| Sterne im Euro NCAP-Crashtest (2015) | 5 Sterne im Euro-NCAP-Crashtest |

Der Renault Espace V bezeichnet die fünfte Generation des Modells Espace von Renault und wurde am 25. September 2014 auf der Mondial de l’Automobile vorgestellt. Das Konzeptfahrzeug Initiale Paris, das auf der Internationalen Automobil-Ausstellung im September 2013 vorgestellt wurde, lieferte bereits einen ersten Ausblick auf einen neuen Espace.
Zum Modelljahr 2020 wurde die fünfte Generation des Espace überarbeitet. Das Nachfolgemodell Espace VI debütierte als SUV im März 2023.
Im Gegensatz zu seinen Vorgängermodellen ist der Espace V weniger als Großraumlimousine denn als Crossover konzipiert. Er besitzt eine flachere Fensterlinie denn je und ist das erste Fahrzeug der Serie, das einem SUV ähnlicher sieht als einem Van. Die höchste Ausstattungslinie trägt die Bezeichnung Initiale Paris.

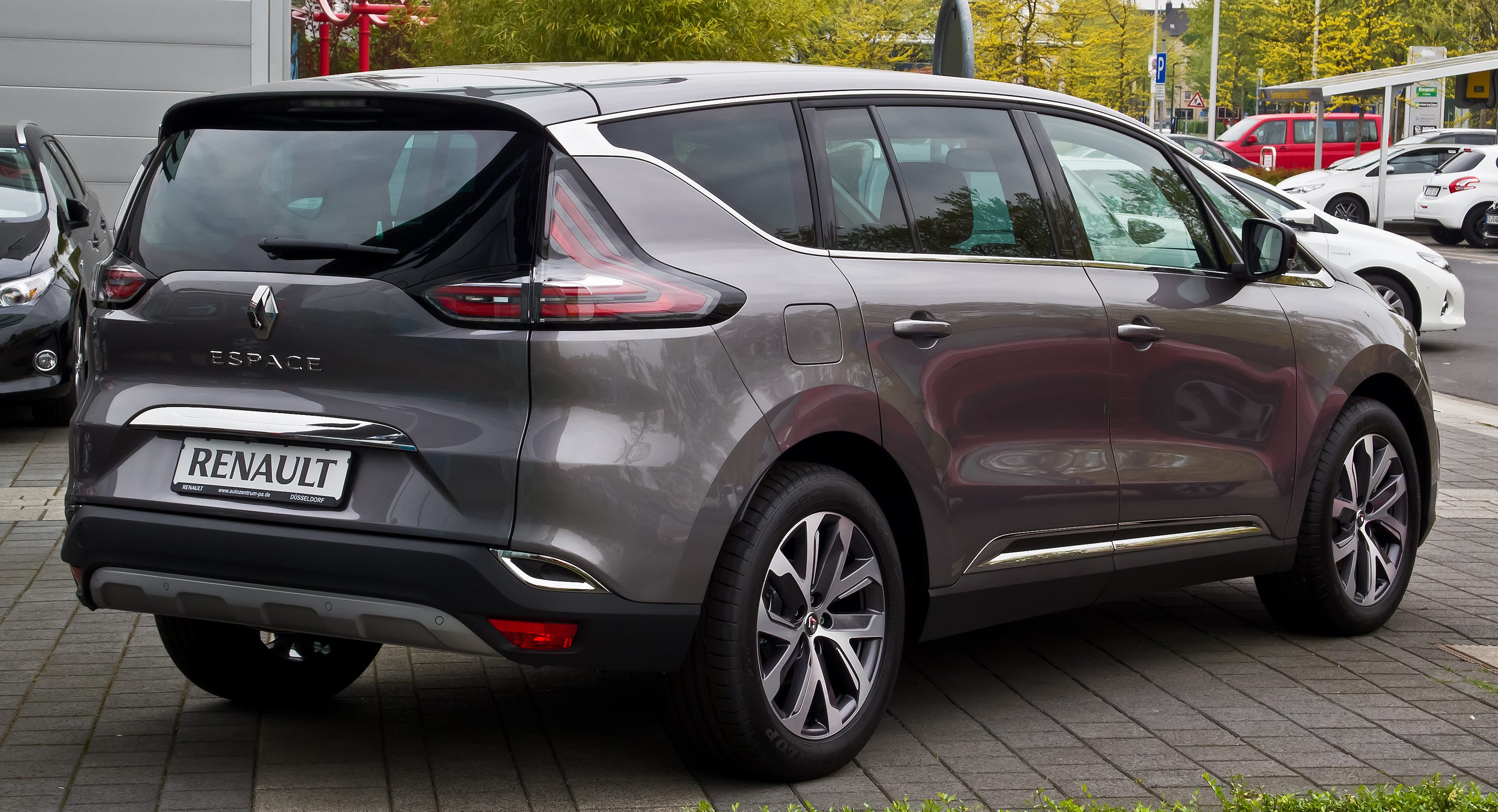
Heckansicht
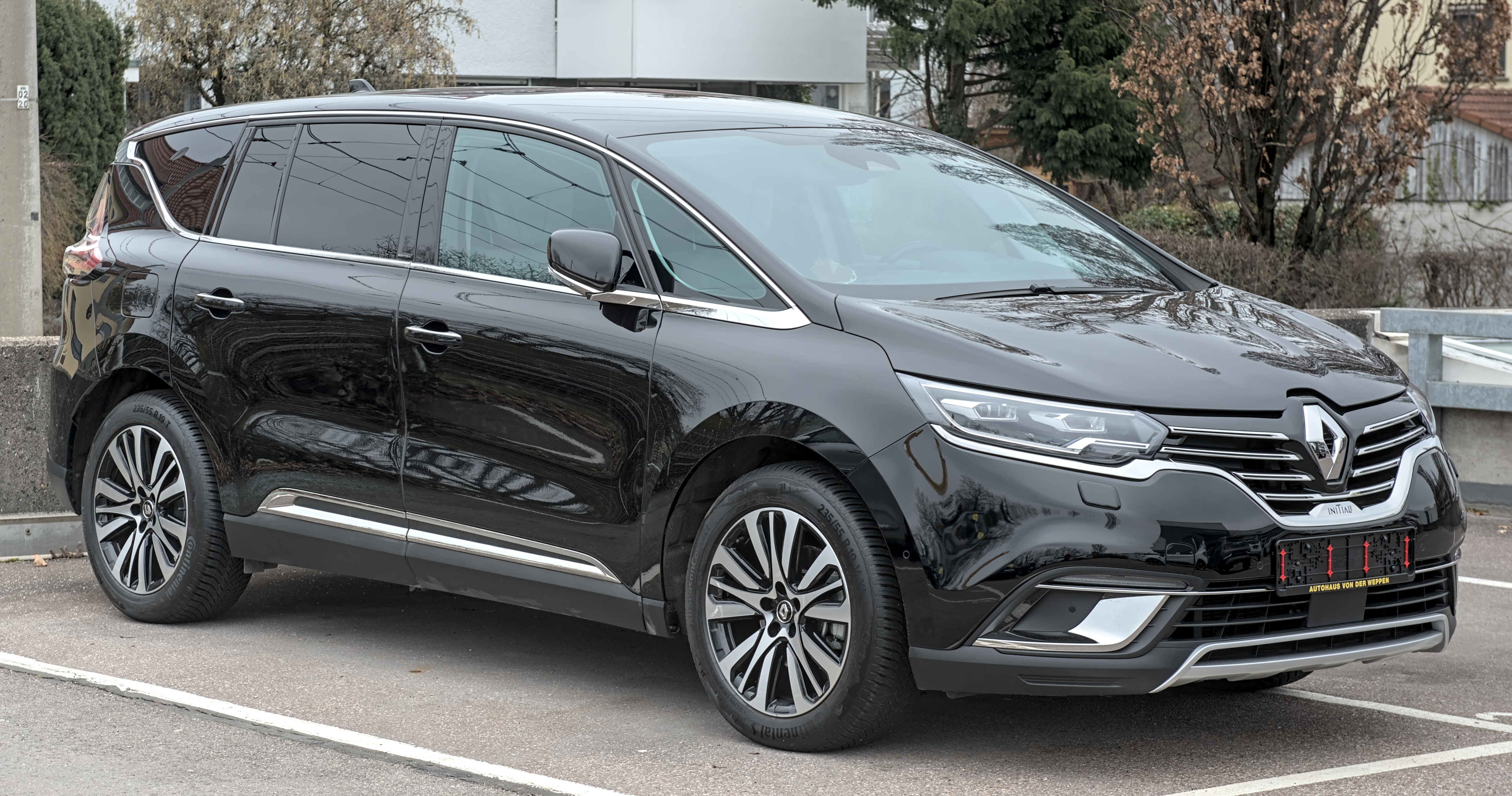
Renault Espace (2020–2023)
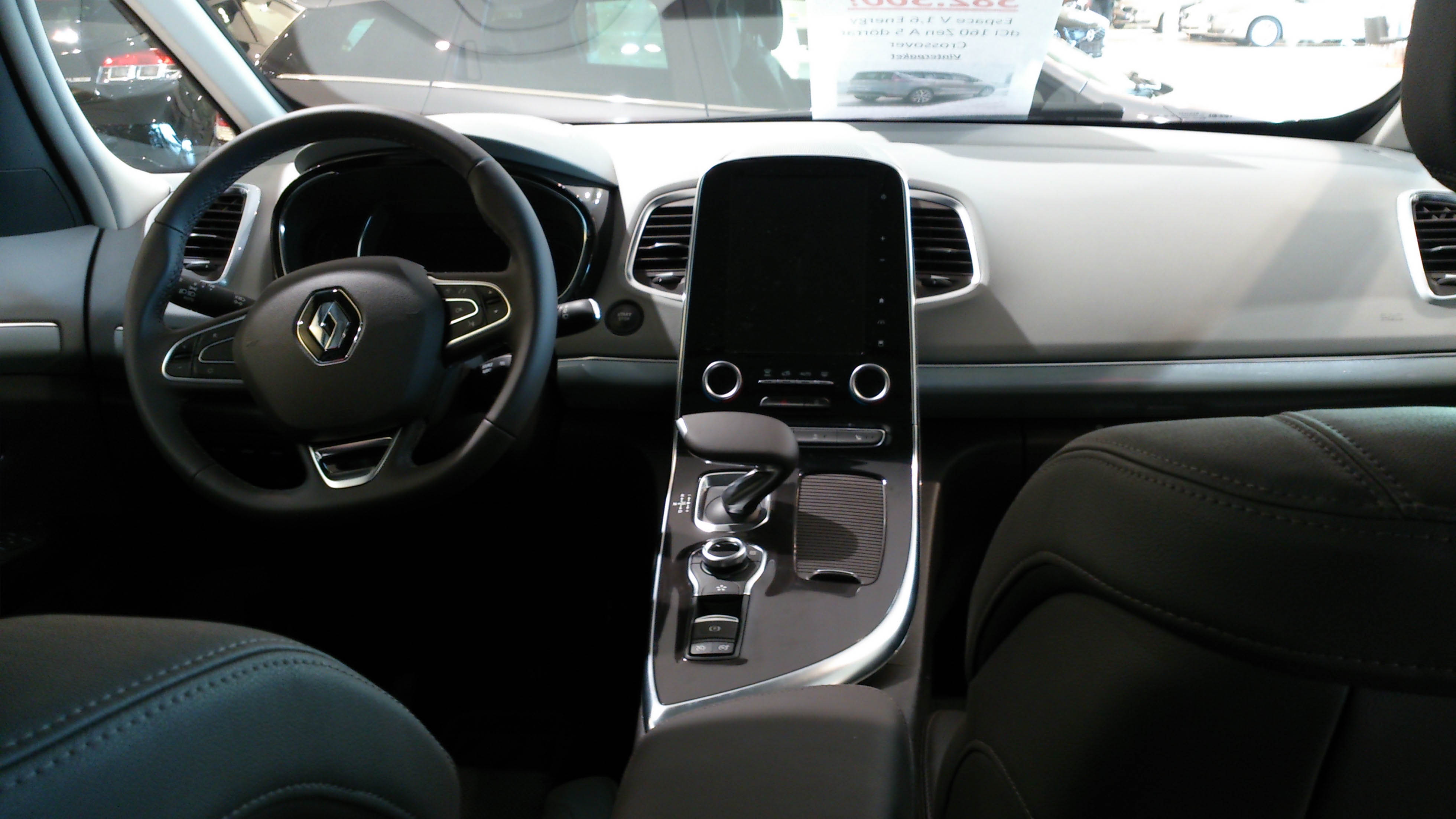
Armaturenbrett mit R-Link 2
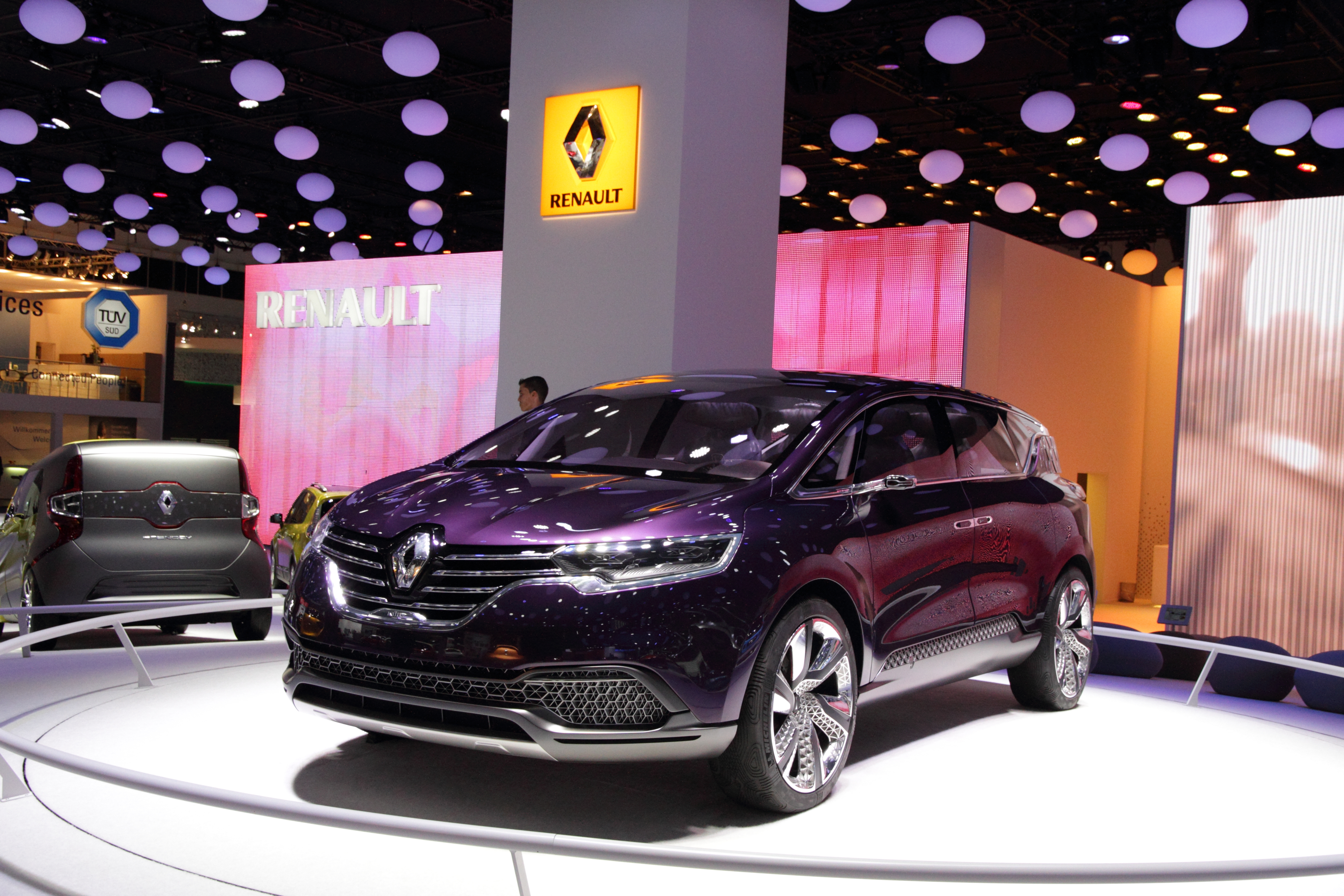
Renault Initiale Paris auf der IAA 2013

## Technische Daten
| Verkaufsbezeichnung                      | 1.6 TCe 200 EDC                | 1.8 TCe 225 EDC                | 1.8 TCe 225 EDC GPF            | 1.6 dCi 130              | 1.6 dCi 160 EDC                | 2.0 Blue dCi 160 EDC           | 2.0 Blue dCi 160 EDC           | 2.0 Blue dCi 190 EDC           | 2.0 Blue dCi 200 EDC           |
| ---------------------------------------- | ------------------------------ | ------------------------------ | ------------------------------ | ------------------------ | ------------------------------ | ------------------------------ | ------------------------------ | ------------------------------ | ------------------------------ |
| Motorkennung                             | M5M                            | M5P                            | M5P                            | R9M                      | R9M                            | M9R G6                         | M9R                            | M9R                            | M9R                            |
| Bauzeitraum                              | 03/2015–06/2017                | 07/2017–08/2018                | 09/2018–10/2020                | 03/2015–08/2018          | 03/2015–08/2018                | 09/2018–10/2020                | 10/2020–01/2022                | 10/2020–04/2023                | 09/2018–10/2020                |
| Motorkenndaten                           |                                |                                |                                |                          |                                |                                |                                |                                |                                |
| Motortyp                                 | R4-Ottomotor                   | R4-Ottomotor                   | R4-Ottomotor                   | R4-Dieselmotor           | R4-Dieselmotor                 | R4-Dieselmotor                 | R4-Dieselmotor                 | R4-Dieselmotor                 | R4-Dieselmotor                 |
| Gemischaufbereitung                      | Direkteinspritzung             | Direkteinspritzung             | Direkteinspritzung             | Common-Rail-Einspritzung | Common-Rail-Einspritzung       | Common-Rail-Einspritzung       | Common-Rail-Einspritzung       | Common-Rail-Einspritzung       | Common-Rail-Einspritzung       |
| Motoraufladung                           | Turbolader                     | Turbolader                     | Turbolader                     | Turbolader               | Twin-Turbolader                | Turbolader                     | Turbolader                     | Turbolader                     | Turbolader                     |
| Kühlung                                  | Wasserkühlung                  | Wasserkühlung                  | Wasserkühlung                  | Wasserkühlung            | Wasserkühlung                  | Wasserkühlung                  | Wasserkühlung                  | Wasserkühlung                  | Wasserkühlung                  |
| Hubraum                                  | 1618 cm³                       | 1798 cm³                       | 1798 cm³                       | 1598 cm³                 | 1598 cm³                       | 1997 cm³                       | 1997 cm³                       | 1997 cm³                       | 1997 cm³                       |
| max. Leistung bei 1/min                  | 147 kW (200 PS)/5750           | 165 kW (225 PS)/5600           | 165 kW (225 PS)/5600           | 96 kW (130 PS)/4000      | 118 kW (160 PS)/4000           | 118 kW (160 PS)/4000           | 118 kW (160 PS)/3750           | 139 kW (189 PS)/3500           | 147 kW (200 PS)/4000           |
| max. Drehmoment bei 1/min                | 260 Nm/2500                    | 300 Nm/1750                    | 300 Nm/1750                    | 320 Nm/1750              | 380 Nm/1750                    | 360 Nm/1500                    | 360 Nm/1500                    | 400 Nm/1750                    | 400 Nm/1750                    |
| Kraftübertragung                         |                                |                                |                                |                          |                                |                                |                                |                                |                                |
| Antrieb                                  | Vorderradantrieb               | Vorderradantrieb               | Vorderradantrieb               | Vorderradantrieb         | Vorderradantrieb               | Vorderradantrieb               | Vorderradantrieb               | Vorderradantrieb               | Vorderradantrieb               |
| Getriebe                                 | 7-Gang-Doppelkupplungsgetriebe | 7-Gang-Doppelkupplungsgetriebe | 7-Gang-Doppelkupplungsgetriebe | 6-Gang-Schaltgetriebe    | 6-Gang-Doppelkupplungsgetriebe | 6-Gang-Doppelkupplungsgetriebe | 6-Gang-Doppelkupplungsgetriebe | 6-Gang-Doppelkupplungsgetriebe | 6-Gang-Doppelkupplungsgetriebe |
| Messwerte                                |                                |                                |                                |                          |                                |                                |                                |                                |                                |
| Höchstgeschwindigkeit                    | 211 km/h                       | 224 km/h                       | 224 km/h                       | 191 km/h                 | 202 km/h                       | 200 km/h                       | 196 km/h                       | 207 km/h                       | 215 km/h                       |
| Beschleunigung, 0–100 km/h               | 8,6 s                          | 7,6 s                          | 7,9 s                          | 10,7 s                   | 9,9 s                          | 10,5 s                         | 11,0 s                         | 10,6 s                         | 9,1 s                          |
| Kraftstoffverbrauch (100 km, kombiniert) | 6,2 l Super                    | 6,8 l Super                    | 7,4 l Super                    | 4,4 l Diesel             | 4,7 l Diesel                   | 5,6 l Diesel                   | 5,5–5,8 l Diesel               | 5,5–5,8 l Diesel               | 5,7 l Diesel                   |
| CO2-Ausstoß                              | 140 g/km                       | 153 g/km                       | 168 g/km                       | 116 g/km                 | 123 g/km                       | 147 g/km                       | 145–152 g/km                   | 145–152 g/km                   | 148 g/km                       |
| Abgasnorm                                | Euro 6                         | Euro 6                         | Euro 6d-TEMP                   | Euro 6b                  | Euro 6b                        | Euro 6d-TEMP                   | Euro 6d                        | Euro 6d                        | Euro 6d-TEMP                   |